# EMD GT22CUM-1
A  GT22CUM-1 foi uma locomotiva diesel-elétrica de seis eixos e 2450 hp de potência fabricada pela Electro-Motive Diesel. Foram adquiridas pela RFFSA, em 1981. Foram produzidas 52 locomotivas pela Villares, sobre licença da EMD (EUA). Quando da implantação do sistema Sigo foram numeradas de 4601 a 4630 (SR5) e 4631 a 4652 (SR6).
Na RFFSA 30 locomotivas ficaram lotadas na SR5 (Paraná - Santa Catarina) e 22 na SR6 (Rio Grande do Sul), mas com a concessão da Malha Sul em 1997 para a Ferrovia Sul Atlântico (depois ALL e posteriormente RUMO), elas ficaram, de 1997 a 2006 no corredor Central do Paraná e, de 2006 em diante no trecho Paranaguá - Curitiba (aproximadamente 30 locomotivas) e corredor Rio Grande do Sul (aproximadamente 3).
Em 2012 várias unidades foram modernizadas pela então ALL e receberam freios eletrônicos e sistema LOCOTROL.